# Tri Nations 2006 (Rugby Union)
Tri Nations 2006 war die elfte Ausgabe des jährlich stattfindenden Rugby-Union-Turniers Tri Nations. Zwischen dem 8. Juli und dem 9. September 2006 fanden neun Spiele statt. Neuseeland gewann das Turnier zum siebten Mal und verteidigte auch den Bledisloe Cup. Außerdem gewann das Team erstmals den Freedom Cup, während sich Australien die Mandela Challenge Plate sicherte.

## Tabelle
|    | Land       | Spiele | Siege | Unent. | Ndlg. | Spiel- punkte | Diff. | Bonus- punkte | Tabellen- punkte |
| -- | ---------- | ------ | ----- | ------ | ----- | ------------- | ----- | ------------- | ---------------- |
| 1. | Neuseeland | 6      | 5     | 0      | 1     | 179:112       | + 67  | 3             | 23               |
| 2. | Australien | 6      | 2     | 0      | 4     | 133:121       | + 12  | 3             | 11               |
| 3. | Südafrika  | 6      | 2     | 0      | 4     | 106:185       | - 79  | 1             | 9                |

## Ergebnisse
| 8. Juli 2006 19:35 NZST | Neuseeland | 32 : 12        | Australien                                                           | Jade Stadium, Christchurch Zuschauer: 33.727 Schiedsrichter: Jonathan Kaplan (Südafrika) |
| 8. Juli 2006 19:35 NZST | Versuche: Mealamu 28. erh., 35. erh. McCaw 49. erh. Toeava 78. n.erh. Erhöhungen: Carter (3/4) Straftritte: Carter (2/4) 47., 54. | (14:7) Bericht | Versuche: Tuqiri 16. erh. Fava 51. n.erh. Erhöhungen: Mortlock (1/2) | Jade Stadium, Christchurch Zuschauer: 33.727 Schiedsrichter: Jonathan Kaplan (Südafrika) |

| 15. Juli 2006 20:00 AEST | Australien | 49 : 0         | Südafrika | Lang Park, Brisbane Zuschauer: 41.578 Schiedsrichter: Paul Honiss (Neuseeland) |
| 15. Juli 2006 20:00 AEST | Versuche: Paul 16. erh. Holmes 25. erh. Giteau (2) 38. erh., 75. n.erh. Latham 65. erh. Chisholm 80.+ erh. Erhöhungen: Mortlock (5/6) Straftritte: Mortlock (2/2) 21., 32. Dropgoals: Larkham (1/1) 5. | (30:0) Bericht |           | Lang Park, Brisbane Zuschauer: 41.578 Schiedsrichter: Paul Honiss (Neuseeland) |

| 22. Juli 2006 19:35 NZST | Neuseeland | 35 : 17        | Südafrika                                                                                                  | Westpac Stadium, Wellington Zuschauer: 38.500 Schiedsrichter: Joël Jutge (Frankreich) |
| 22. Juli 2006 19:35 NZST | Versuche: Weepu 40.+ erh. McCaw 80.+ erh. Erhöhungen: Carter (2/2) Straftritte: Carter (7/7) 5., 23., 28., 35., 50., 59., 80.+ | (19:7) Bericht | Versuche: du Preez 1. erh. Paulse 71. erh. Erhöhungen: Montgomery (2/2) Straftritte: Montgomery (1/4) 80.+ | Westpac Stadium, Wellington Zuschauer: 38.500 Schiedsrichter: Joël Jutge (Frankreich) |

| 29. Juli 2006 20:00 AEST | Australien                               | 9 : 13         | Neuseeland | Lang Park, Brisbane Zuschauer: 52.498 Schiedsrichter: Alain Rolland (Irland) |
| 29. Juli 2006 20:00 AEST | Straftritte: Mortlock (3/4) 8., 36., 60. | (6:10) Bericht | Versuche: Rokocoko 10. erh. Erhöhungen: Carter (1/1) Straftritte: Carter (1/2) 17. Dropgoals: Carter (1/1) 58. | Lang Park, Brisbane Zuschauer: 52.498 Schiedsrichter: Alain Rolland (Irland) |

| 5. August 2006 20:00 AEST | Australien                                                                                                 | 20 : 18        | Südafrika                                                                                                 | Telstra Stadium, Sydney Zuschauer: 60.522 Schiedsrichter: Joël Jutge (Frankreich) |
| 5. August 2006 20:00 AEST | Versuche: Gerrard 33. erh. Rogers 78. erh. Erhöhungen: Mortlock (2/2) Straftritte: Mortlock (2/4) 11., 66. | (10:0) Bericht | Versuche: Fourie 56. erh. Montgomery 69. n.erh. Erhöhungen: James (1/2) Straftritte: James (2/2) 47., 50. | Telstra Stadium, Sydney Zuschauer: 60.522 Schiedsrichter: Joël Jutge (Frankreich) |

| 19. August 2006 19:30 NZST | Neuseeland | 34 : 27        | Australien | Eden Park, Auckland Zuschauer: 45.000 Schiedsrichter: Chris White (England) |
| 19. August 2006 19:30 NZST | Versuche: Eaton 36. n.erh. Jack 53. erh. McAlister 68. erh. Erhöhungen: Carter (2/3) Straftritte: Carter (5/6) 6., 20., 46., 51., 79. | (10:0) Bericht | Versuche: Tuqiri (2) 25. erh., 71. erh. Elsom 39. erh. Erhöhungen: Mortlock (3/3) Straftritte: Mortlock (2/2) 3., 15. | Eden Park, Auckland Zuschauer: 45.000 Schiedsrichter: Chris White (England) |

| 26. August 2006 15:00 SAST | Südafrika | 26 : 45         | Neuseeland | Loftus Versfeld Stadium, Pretoria Zuschauer: 50.000 Schiedsrichter: Alan Lewis (Irland) |
| 26. August 2006 15:00 SAST | Versuche: du Preez 10. n.erh. Fourie (2) 63. n.erh., 70. erh. Erhöhungen: Pretorius (1/2) Straftritte: Montgomery (2/2) 1., 48. James (1/1) 3. | (11:16) Bericht | Versuche: Tialata 36. erh. McAlister 45. erh. Sivivatu 55. n.erh. Muliaina 57. erh. Gear 75. erh. Erhöhungen: Carter (4/5) Straftritte: Carter (4/4) 6., 21., 40.+, 43. | Loftus Versfeld Stadium, Pretoria Zuschauer: 50.000 Schiedsrichter: Alan Lewis (Irland) |

| 2. September 15:00 SAST | Südafrika | 21 : 20         | Neuseeland                                                                                             | Olympia Park, Rustenburg Zuschauer: 25.428 Schiedsrichter: Chris White (England) |
| 2. September 15:00 SAST | Versuche: Habana 24. erh. Wannenburg 53. n.erh. Erhöhungen: Pretorius (1/2) Straftritte: Pretorius (3/3) 6., 17., 78. | (13:13) Bericht | Versuche: Carter 20. erh. Rokocoko 66. erh. Erhöhungen: Carter (2/2) Straftritte: Carter (2/3) 2., 40. | Olympia Park, Rustenburg Zuschauer: 25.428 Schiedsrichter: Chris White (England) |

| 9. September 15:00 SAST | Südafrika | 24 : 16       | Australien                                                                                      | Ellis Park Stadium, Johannesburg Zuschauer: 50.178 Schiedsrichter: Steve Walsh (Neuseeland) |
| 9. September 15:00 SAST | Versuche: du Preez 57. erh. Paulse 71. n.erh. Erhöhungen: Pretorius (1/2) Straftritte: Pretorius (3/5) 37., 42., 48. Dropgoals: Pretorius (1/2) 53. | (3:3) Bericht | Versuche: Larkham 44. erh. Erhöhungen: Mortlock (1/1) Straftritte: Mortlock (3/4) 17., 60., 62. | Ellis Park Stadium, Johannesburg Zuschauer: 50.178 Schiedsrichter: Steve Walsh (Neuseeland) |

## Statistik

### Meiste erzielte Versuche
|    | Name            | Versuche | Land       |
| -- | --------------- | -------- | ---------- |
| 1. | Fourie du Preez | 3        | Südafrika  |
| 1. | Jaque Fourie    | 3        | Südafrika  |
| 1. | Lote Tuqiri     | 3        | Australien |

### Meiste erzielte Punkte
|    | Name              | Punkte | Land       |
| -- | ----------------- | ------ | ---------- |
| 1. | Daniel Carter     | 99     | Neuseeland |
| 2. | Stirling Mortlock | 60     | Australien |
| 3. | André Pretorius   | 27     | Südafrika  |